# 圣保罗莱莫内斯捷
圣保罗莱莫内斯捷（法語：Saint-Paul-lès-Monestier，法語發音：[sɛ̃ pɔl lɛ mɔnɛstje]，意为“莫内斯捷附近的圣保罗”）是法国伊泽尔省的一个市镇，位于该省南部，属于格勒诺布尔区。

## 地理
圣保罗莱莫内斯捷（44°55'46"N, 5°37'40"E）面积13.88 平方千米，位于法国奥弗涅-罗讷-阿尔卑斯大区伊泽尔省，该省份为法国东南部内陆省份，北起顺时针与安省、萨瓦省、上阿尔卑斯省、德龙省、阿尔代什省、卢瓦尔省和罗讷省。
与圣保罗莱莫内斯捷接壤的市镇（或旧市镇、城区）包括：格雷斯昂韦科尔、米里贝勒-朗沙特尔、莫内斯捷德克莱蒙、鲁瓦萨尔、圣纪尧姆、锡纳尔。

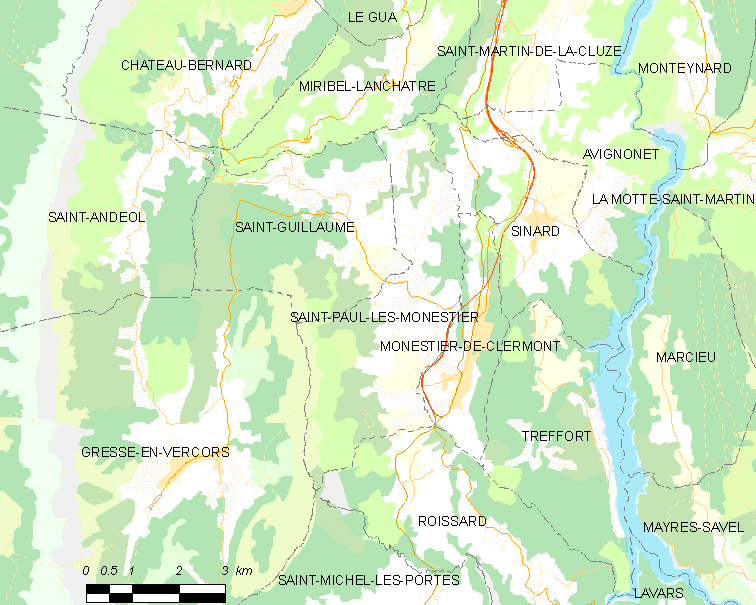
圣保罗莱莫内斯捷的OSM定位图

圣保罗莱莫内斯捷的时区为UTC+01:00、UTC+02:00（夏令时）。

## 行政
圣保罗莱莫内斯捷的邮政编码为38650，INSEE市镇编码为38438。

## 政治
圣保罗莱莫内斯捷所属的省级选区为马泰西讷-特列沃县。

## 人口

1962-2008年间圣保罗莱莫内斯捷人口变化图示

圣保罗莱莫内斯捷于2022年1月1日时的人口数量为284人。